# 歐洲國家殖民地列表
本列表羅列一眾歐洲國家在歷史中占领過的殖民地。收錄的國家是地理大發現開始的殖民帝國，所以即便古希臘都是歐洲人，本列表不會記錄其殖民地。

## 東亞
英國：
- 中國（半殖民）
  - 香港
  - 威海衛（租界）
  - 上海公共租界（英美聯合成立的租界）
  - 廈門（租界）
  - 天津（租界）
  - 漢口（租界）
  - 鎮江（租界）
  - 九江（租界）
  - 廣州（租界）
- 小笠原群島（日本）

葡萄牙：
- 澳門
- 葡佔長崎
- 葡佔屯門

俄羅斯：
- 中國（半殖民）
  - 外東北
  - 天津（租界）

荷蘭：
- 荷屬福爾摩沙
- 出島
- 天津（租界）

奧匈帝國：
- 天津（租界）

比利時：
- 天津（租界）

法國：
- 中國（半殖民）
  - 廣州灣（租界，今湛江市）
  - 上海（租界）
  - 廣州（租界）
  - 天津（租界）
  - 漢口（租界）

德國：
- 膠州灣（租界）
- 天津（租界）

意大利：
- 天津（租界）

西班牙：
- 西屬艾爾摩沙
- 天津（租界）

## 東南亞
英國：
- 緬甸
- 新加坡
- 英屬馬來亞
  - 馬來聯邦
  - 海峡殖民地
  - 馬來屬邦
- 英屬婆羅洲
  - 北婆羅洲
  - 砂拉越王國
- 文萊（保護國）

法國：
- 法屬印度支那
  - 越南
    - 安南保護國
    - 東京保護國
    - 法屬交趾支那

  - 寮国
  - 柬埔寨

荷蘭：
- 荷屬東印度（印度尼西亞）
- 荷屬馬六甲
- 緬甸（摩羅亨（阿拉干）、沙廉、丹林、阿瓦、馬達班）

西班牙：
- 西屬東印度群島（菲律賓）

葡萄牙：
- 葡屬馬六甲
- 弗洛勒斯島
- 摩鹿加群島
  - 安汶島
  - 特爾納特
  - 蒂多雷
- 葡屬帝汶（東帝汶）
- 丹林（緬甸）

## 南亞
英國：
- 英屬印度
  - 印度
  - 巴基斯坦
  - 孟加拉
- 錫蘭（斯里蘭卡）

法國：
- 印度
  - 本地治里、開利開爾、亞南、馬埃、金德訥格爾

荷蘭：
- 錫蘭（斯里蘭卡）
- 印度
- 孟加拉
- 蘇拉特
- 馬拉巴
- 科羅曼德爾海岸

葡萄牙：
- 孟買
- 加爾各答
- 康貝
- 坎努爾（喀拉拉邦）
- 錫蘭（斯里蘭卡）
- 焦爾（馬哈拉施特拉邦）
- 吉大港
- 科契
- 達德拉-納加爾哈維利
- 達曼-第烏
- 果阿
- 胡格利
- 默蘇利珀德姆
- 門格洛爾
- 蘇拉特

奧地利（哈布斯堡君主國）：
- 尼科巴群島

丹麥：
- 尼科巴群島
- 塞蘭坡
- 特蘭奎巴

## 北美
英國：
- 英屬北美
  - 加拿大
    - 愛德華王子島
    - 魯珀特地
    - 上加拿大
    - 下加拿大
    - 紐芬蘭

  - 北美十三州
- 百慕達

加勒比
- 巴哈馬
- 巴巴多斯
- 伯利茲
- 牙買加
- 背風群島
  - 安提瓜和巴布達
  - 多米尼克
  - 聖基茨和尼維斯

法國：
- 新法蘭西
  - 法屬加拿大
  - 路易斯安那
- 紐芬蘭島

加勒比
- 安圭拉
- 安提瓜和巴布達
- 多米尼克
- 格林納達
- 法屬聖多明哥（海地）
- 蒙塞拉特島
- 聖巴泰勒米
- 尼維斯島
- 聖克里斯多福島（聖基茨島）
- 聖克羅伊島
- 聖盧西亞
- 聖文森特和格林納丁斯
- 聖尤斯特歇斯
- 多巴哥島

西班牙：
- 新西班牙
  - 墨西哥及美國西部（一度包括法屬路易斯安那）
  - 危地馬拉都督府（中美洲）
  - 佛羅里達
  - 西印度群島
  - 努特卡定居點（Nootka），在溫哥華島附近

葡萄牙：
- 宣稱對拉布拉多有主權
- 宣稱對Terra Nova（紐芬蘭島）有主權

加勒比
- 巴巴多斯

荷蘭：
- 新尼德蘭（新阿姆斯特丹，今紐約）

加勒比
- 阿內加達島
- 阿魯巴
- 多巴哥島
- 聖克羅伊島
- 托爾托拉島
- 維爾京戈爾達島

丹麥：
- 格陵蘭

加勒比
- 丹屬西印度群島（聖托馬斯島、聖約翰島和聖克洛伊島）

俄羅斯：
- 阿拉斯加

瑞典：
- 新瑞典

加勒比
- 瓜德羅普
- 聖巴泰勒米
- 多巴哥島
- 卑爾根島（英屬維爾京群島的庫珀島）

蘇格蘭：
- 巴拿馬（蘇格蘭曾於1699年嘗試在巴拿馬建立殖民地，可是很快便被西班牙人打敗。）
- 新斯科細亞省

馬爾他騎士團：
加勒比
- 聖克里斯多福島（聖基茨島）
- 聖克羅伊島
- 托爾蒂島（海地外島）

庫爾蘭公國（拉脫維亞）：
加勒比
- 多巴哥島

## 南美
西班牙：
- 秘魯（秘魯）
- 新格拉納達（哥倫比亞、厄瓜多爾、委內瑞拉、圭亞那）
- 拉普拉塔（阿根廷、玻利維亞、巴拉圭、烏拉圭）
- 智利總督區
- 委內瑞拉總督區
- 馬爾維納斯群島（福克蘭群島）

葡萄牙：
- 巴西

英國：
- 圭亞那
- 福克蘭群島
- 南佐治亞
  - 南三文治群島

法國：
- 巴西（短暫控制里約熱內盧和聖路易斯）
- 馬爾維納斯群島（福克蘭群島）
- 法屬圭亞那

荷蘭：
- 荷屬圭亞那
- 新荷蘭（巴西的一半）

## 非洲
英國：
- 英埃蘇丹（蘇丹）
- 巴蘇托蘭（萊索托）
- Balleland（貝寧）
- 貝專納（博茨瓦納）
- 英屬東非（肯雅）
- 英屬索馬利蘭（索馬利蘭）
- 英屬多哥蘭（加納東部）
- 英屬喀麥隆（由喀麥隆和尼日利亞瓜分）
- 英屬埃及
  - 埃及赫迪夫領
  - 埃及蘇丹國
  - 埃及王國
- 甘比亞殖民地和保護
- 英屬黃金海岸（加納）
- 尼日利亚殖民地
  - 北奈及利亞保護國
  - 南奈及利亞保護國
- 北羅德西亞（贊比亞）
- 尼亚萨兰（馬拉維）
- 獅子山殖民地和保護國
- 南非聯邦
  - 開普殖民地
  - 納塔爾殖民地
  - 德蘭士瓦殖民地
  - 奧蘭治河殖民地
- 西南非（納米比亞）
  - 鯨灣港
- 南羅德西亞（津巴布韋）
- 斯威士蘭（史瓦帝尼）
- 坦噶尼喀（坦桑尼亞內陸）
- 烏干達保護國
- 桑給巴爾蘇丹國（坦桑尼亞外島）

法國：
- 法屬北非
  - 法屬阿爾及利亞
  - 法屬摩洛哥
  - 法屬突尼西亞
- 法屬西非
  - 阿爾布雷達（岡比亞境內）
  - 法屬達荷美（貝寧）
  - 法屬幾內亞（幾內亞）
  - 法屬上伏塔（布基納法索）
  - 法屬蘇丹（馬里）
  - 法屬多哥蘭（多哥）
  - 科特迪瓦
  - 毛里塔尼亞殖民地
  - 塞內加爾
  - 上塞內加爾和尼日爾殖民地（馬里、尼日爾和布基納法索）
- 法屬赤道非洲
  - 法屬喀麥隆（佔今喀麥隆91%）
  - 法屬乍得
  - 法屬剛果（剛果共和國）
  - 加蓬
  - 烏班吉沙立（中非共和國）
- 法屬索馬利蘭（吉布提）
- 法屬馬達加斯加（馬達加斯加）
- 科摩羅

意大利：
- 意屬東非
  - 意屬厄立特里亞
  - 意屬索馬里（索馬里）
  - 意屬衣索比亞
  - 意佔英屬索馬里（1940-41年被意大利佔領）
- 意屬北非
  - 意屬利比亞
  - 意佔法屬突尼西亞（1942-43年被意大利接管）

西班牙：
- 休達和梅利利亞
- 西屬幾內亞（赤道幾內亞）
- 西屬撒哈拉（西撒哈拉）
- 西屬摩洛哥

葡萄牙：
- Ajuda （維達王國境內，今貝寧）
- 葡屬西非（安哥拉）
- 安諾本島
- 佛得角
- 休達
- 戈雷島（塞內加爾境內）
  - 卡賓達
- 馬林迪
- 蒙巴薩
- 阿拉加維海外屬地（摩洛哥沿海定居點）
- 拉各斯（尼日利亞境內）
- 葡屬東非（莫桑比克）
- 葡屬黃金海岸（加納沿海定居點）
- 葡屬幾內亞（幾內亞比紹）
- Quíloa（基尔瓦）
- 丹吉爾
- 桑給巴爾
- 济金绍尔

荷蘭：
- 阿爾金（毛里塔尼亞境內）
- 荷屬開普殖民地（南非）
- 荷屬黃金海岸（加納沿海定居點，包括埃爾米納）
- 荷屬安哥拉（羅安達、索約和卡賓達）
- 戈雷島（塞內加爾）
- 莫桑比克（馬普托灣）
- 聖多美

比利時：
- 比屬剛果（剛果民主共和國）
- 拉多飛地
- 盧安達-烏隆地（盧旺達和布隆迪）

勃蘭登堡：
- 阿爾金（毛里塔尼亞境內）
- 德屬黃金海岸（又譯「勃蘭登堡黃金海」）（加納沿海定居點）

德國：
- 德屬東非（盧旺達、布隆迪和坦桑尼亞內陸）
- 德屬西南非（納米比亞）
- 德屬喀麥隆（由喀麥隆和尼日利亞瓜分）
- 多哥蘭（由多哥和加納瓜分）
- 維圖蘭（拉穆島，今肯雅）

庫爾蘭公國：
- 聖安德魯斯島（岡比亞境內）

波蘭立陶宛聯邦：
- 聖安德魯斯島（岡比亞境內）

瑞典：
- 瑞屬黃金海岸（加納沿海定居點）

丹麥：
- 丹屬黃金海岸（加納沿海定居點）

俄羅斯：
- 薩加洛（Sagallo）

## 印度洋
英國：
- 毛里裘斯
- 塞舌爾
- 馬爾代夫

法國：
- 留尼旺島
- 馬約特
- 科摩羅
- 法蘭西島
- 法屬塞舌爾

荷蘭：
- 荷屬毛里裘斯

葡萄牙：
- 拉克代夫群島（拉克沙群島）
- 馬爾代夫群島
- 索科特拉島

## 西亞
英國：
- 亞丁保護國（南也門）
- 巴林
- 塞浦路斯
- 美索不達米亞託管地
- 科威特
- 阿曼
- 巴勒斯坦託管地
- 卡塔爾
- 外約旦酋長國
- 特魯西爾諸國

法國：
- 法屬敘利亞託管地

荷蘭：
- 摩卡（也門）
- 巴斯拉（伊拉克）

俄羅斯：
- 亞美尼亞
- 阿塞拜疆
- 格魯吉亞

## 太平洋
英國：
- 澳洲
- 新西蘭
- 巴布亞和新幾內亞領地
  - 英屬新幾內亞
  - 新幾內亞領地
- 所羅門群島
- 斐濟
- 吉爾伯特和埃利斯群島（基里巴斯和圖瓦盧）
- 拉羅湯加王國（庫克群島）
- 菲尼克斯群岛（基里巴斯一部分）
- 新赫布里底群島共管地（瓦努阿圖，與法國共管）
- 托克勞
- 湯加

法國：
- 法屬波利尼西亞
- 瓦利斯和富圖納
- 新喀里多尼亞
- 克利珀頓島
- 新赫布里底群島共管地（瓦努阿圖，與英國共管）

德國：
- 德屬新幾內亞
  - 俾斯麥群島
  - 加羅林群島
- 薩摩亞
- 馬紹爾群島
- 瑙魯
- 北所羅門群島
- 帛琉

西班牙：
- 西屬東印度群島
  - 馬里亞納群島
    - 關島
    - 北馬里亞納群島

  - 加羅林群島
- 馬紹爾群島

荷蘭：
- 荷屬新幾內亞
- 宣稱對范迪門斯地（塔斯曼尼亞島）有主權